# Cyberlindnera rhodanensis
Cyberlindnera rhodanensis är en svampart som först beskrevs av C. Ramírez & Boidin, och fick sitt nu gällande namn av Minter 2009. Cyberlindnera rhodanensis ingår i släktet Cyberlindnera, ordningen Saccharomycetales, klassen Saccharomycetes, divisionen sporsäcksvampar och riket svampar.   Inga underarter finns listade i Catalogue of Life.